# Sissi (Schiff)
Die Sissi ist ein Fahrgast-Motorschiff auf der Donau und wird als Tagesausflugsschiff im Linienverkehr und für Themenfahrten eingesetzt. Das Schiff wird von der Donau-Schiffahrts-Gesellschaft Wurm + Noé betrieben. Es ist für 250 Personen ausgelegt.

## Geschichte
Das Schiff wurde unter der Baunummer 153 im Jahr 1998 auf der Lux-Werft gebaut.  Es verfügt im Eingangsdeck über 150 Innensitzplätze. Darüber liegt ein Freideck mit dem Steuerhaus.

## Besonderheiten
Namensgeberin des Schiffes ist die österreichische Kaiserin und bayerische Prinzessin Elisabeth von Österreich-Ungarn, genannt Sissi.

## Einzelnachweise

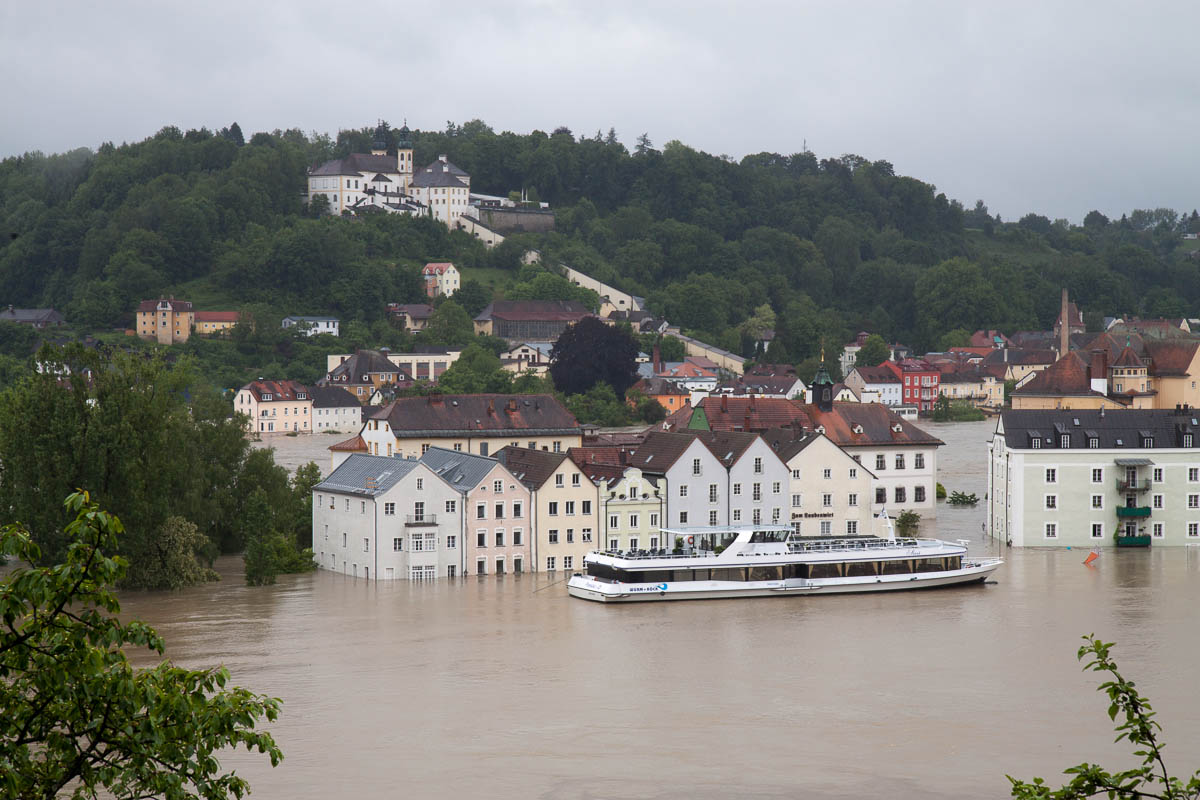
Die Sissi während des Hochwassers 2013